# 鄭銘 (弘治進士)
鄭銘（1465年—1535年），字克新，廣東廣州府新會縣人，軍籍，明朝政治人物。

## 生平
弘治八年（1495年）乙卯科廣東鄉試第五十三名舉人，十八年（1505年）中式乙丑科會試第一百六十七名，二甲第七十一名進士。嘉靖二年（1523年）任袁州府知府。十四年（1535年）卒。

## 家族
曾祖鄭觀生；祖父鄭崇文；父鄭琦。母譚氏；繼母麥氏。具慶下。